# Футбольный матч США — Англия (1950)
Футбольный матч США — Англия прошёл на групповом этапе чемпионата мира 1950 года 29 июня на стадионе «Индепенденсия» в присутствии 10 151 болельщика. Игру обслуживал итальянский арбитр Дженерозо Даттило.
Встреча завершилась сенсационной победой сборной США со счётом 1:0, единственный гол на 38-й минуте забил Джо Гатьенс. С учётом того, что предыдущие семь матчей сборная США проиграла с общим счётом 2:45, а англичане за предыдущие годы выиграли 23 матча из 30, победа американцев над англичанами стала мировой сенсацией. Впоследствии родилась легенда, что английские журналисты умышленно печатали в газетах счёт 10:1 в пользу Англии, чтобы скрыть факт позора, однако она была опровергнута телеканалом Би-би-си. Этот матч был описан в фильме «Игра их жизней», вышедшем в 2005 году.

## Перед матчем
Турнир 1950 года ознаменовался первым выступлением сборной Англии на чемпионатах мира по футболу. До этого Футбольная ассоциация Англии бойкотировала три предыдущих чемпионата, в связи с конфликтом с ФИФА насчёт выплат денег игрокам-любителям. Конфликт был разрешён лишь за 4 года до этого турнира. Англия и Соединённые Штаты были по жеребьёвке отправлены в Группу 2 вместе со сборными Испании и Чили. По правилам проведения турнира 1950 года только победитель группы выходил в финальный раунд. Перед этим матчем оба участника сыграли по матчу: Англия победила чилийцев 2:0, а США проиграли испанцам 1:3.
В то время англичан называли «Королями футбола», поскольку за 5 послевоенных лет они выиграли 23 матча, проиграли 4 и свели вничью 3. Незадолго до начала чемпионата мира 14 мая англичане обыграли в Лиссабоне со счётом 3:5 португальцев, а 18 мая в Брюсселе — со счётом 1:4 бельгийцев. Полной противоположностью англичан были американцы, которые, несмотря на третье место на первом чемпионате мира, проиграли все семь матчей после этого успеха (включая чемпионат мира 1934 и Олимпиаду 1948 годов) с общим счётом 2:45, в том числе, потерпев такие поражения, как от итальянцев (1:7), норвежцев (0:11) и североирландцев (0:5). Шансы на победу на чемпионате мира 1950 года у англичан были равны 3 к 1, а у американцев — 500 к 1:5. Об отношении англичан к сборной США говорит фраза, напечатанная в одной из английских газет накануне матча: «В футбол не умеют играть только эскимосы и североамериканцы». Жители города Белу-Оризонти были неравнодушны к матчу англичан, и 10 000 билетов были проданы на стадион (также в некоторых источниках говорится, что ещё 3 тысячи билетов были куплены людьми, связанными с футбольным клубом «Сете де Сетембро», хозяев стадиона «Индепенденсиа»).

### Составы команд
В распоряжении англичан была очень сильная и опытная команда, ведомая Стэнли Мэтьюзом — одним из лучших игроков своего времени:99. Однако он не был включён в состав на игру против США, поскольку руководство Футбольной ассоциации во главе c Артуром Дрюри решило не менять победный состав английской сборной, и присутствовал на матче лишь как зритель, наблюдая за ходом встречи с трибун. В сборную в следующий раз Мэтьюз был вызван перед турне по Канаде, поскольку команда решила поберечь своего лучшего игрока для более важных встреч. Капитаном сборной Англии на матч был назначен Билли Райт.
Сборная США была представлена командой любителей, большинство из которых занимались совершенно другой деятельностью: Уолтер Бар был учителем в школе, Фрэнк Борги работал водителем катафалка, остальные игроки были преимущественно разносчиками почты или посудомойщиками по профессии. Из-за этого статуса любителей один из игроков сборной США, Бен Маклафлин, вынужден был сняться с турнира, чтобы успеть вернуться вовремя на работу. Ещё три футболиста — Джо Мака, Эд Макилвенни и Джо Гатьенс — вообще не были гражданами США, однако ФИФА не исключило их из сборной только потому, что они подали заявку на принятие американского гражданства. 
Капитаном на игру тренер сборной США Билл Джеффри назначил Эда Макилвенни, несмотря на то, что традиционно капитаном был Уолтер Бар. В первом матче против Испании Джеффри выбрал капитаном Харри Кио, который свободно владел испанским языком, а на игру с Англией он предпочёл шотландца Макилвенни (к слову, Джеффри сам был шотландцем по происхождению).

### Расклады перед матчем
Сборная США провела всего одну тренировку за день до отлёта в Бразилию перед контрольной встречей с англичанами, причём Стэнли Мэтьюз не вышел на поле по причине травмы. Англичане минимально обыграли американцев со счётом 1:0 и после игры подвергли их массовым насмешкам, что разозлило американскую команду. Перед встречей против Англии уже на чемпионате мира Билл Джеффри сказал журналистам, что его сборная не рассчитывает даже на ничью, и сравнил своих игроков с овцами, готовыми идти на убой. Английская газета Daily Express писала, что было бы справедливо забить всего три гола в ворота сборной США на старте, чтобы не огорчать сильно американцев.

## Игра

### Краткий отчёт
| США             | 1 : 0 | Англия |
| --------------- | ----- | ------ |
| Джо Гатьенс 38′ | Отчёт |        |

| США | Англия |

|              |  |               |  |
|              |  |               |  |
| ВР           |  | Фрэнк Борги   |  |
| ЗЩ           |  | Харри Кио     |  |
| ЗЩ           |  | Джо Мака      |  |
| ПЗ           |  | Уолтер Бар    |  |
| ПЗ           |  | Эд Макилвенни |  |
| ПЗ           |  | Чарли Коломбо |  |
| НП           |  | Фрэнк Уоллас  |  |
| НП           |  | Джино Париани |  |
| НП           |  | Джо Гатьенс   |  |
| НП           |  | Джон Соуза    |  |
| НП           |  | Эд Соуза      |  |
| Тренер:      |  |               |  |
| Билл Джеффри |  |               |  |

|                     |  |                 |  |
|                     |  |                 |  |
| ВР                  |  | Берт Уильямс    |  |
| ЗЩ                  |  | Альф Рамсей     |  |
| ЗЩ                  |  | Джон Астон      |  |
| ЗЩ                  |  | Билли Райт      |  |
| ПЗ                  |  | Лори Хьюз       |  |
| ПЗ                  |  | Джимми Дикинсон |  |
| НП                  |  | Уилф Мэннион    |  |
| НП                  |  | Том Финни       |  |
| НП                  |  | Джимми Маллен   |  |
| НП                  |  | Стэн Мортенсен  |  |
| НП                  |  | Рой Бентли      |  |
| Тренер:             |  |                 |  |
| Уолтер Уинтерботтом |  |                 |  |

| Боковые судьи: Шарль де ла Салль (Франция) Джованни Галеати (Италия) |

### Первый тайм
По жребию с центра поля начинали англичане. Уже спустя полторы минуты Стэн Мортенсен организовал первую атаку, произведя навес с левого фланга на Роя Бэнтли, и тот в упор пробил по воротам, однако на месте оказался вратарь Франк Борги. К 12-й минуте англичане нанесли шесть ударов по воротам, однако из этих шести ударов два пришлись в штангу, один удар оказался выше перекладины, а в остальных случаях сыграл блестяще Борги. На 25-й минуте американцы создали первый опасный момент, нанеся удар по воротам Берта Уильямса, но тот оказался на месте. Англичане нанесли в ответ три удара по воротам на 30-й, 31-й и 32-й минутах, однако дважды Мортенсен пробил выше ворот, а Том Финни после углового не справился в воздушной дуэли с Франком Борги. На 38-й минуте Уолтер Бар примерно с 23 метров пробил по воротам англичан: Берт Уильямс бросился вправо, однако на 11-метровой отметке удачно оказался Джо Гатьенс, который переправил мяч в левый угол ворот. Гол никто так и не сфотографировал, потому что все фотографы находились за воротами американцев. В самом конце первого тайма Том Финни упустил возможность сравнять счёт.
На стадионе присутствовало 10 тысяч бразильских болельщиков, которые поддерживали сборную США, а после забитого гола весь стадион взорвался аплодисментами и восторженными криками. Уолтер Бар потом узнал, что бразильцы не хотели выходить в финальную часть на сборную Англии и поэтому поддерживали яростно американскую команду. Сам матч транслировался по радио в прямом эфире.

### Второй тайм
Сборная США не утратила боевого духа за время перерыва и продолжила атаковать, упустив момент удвоить преимущество на 54-й минуте. На 59-й минуте в ворота сборной США, по данным ФИФА, был назначен штрафной удар, но по некоторым другим источникам, это был пенальти. Так или иначе, пробивал его Стэн Мортенсен, однако мяч намертво взял Франк Борги. Спустя 15 минут англичане опять не реализовали голевой момент, и угроза поражения родоначальников футбола стала по-настоящему серьёзной. За восемь минут до конца матча игрок сборной США Чарли Коломбо снёс Стэна Мортенсена на линии штрафной, но судья посчитал, что нарушение было не в штрафной площади, и пенальти назначать не стал. Коломбо не получил даже устного внушения, хотя в течение всей игры он постоянно сбивал Мортенсена. После розыгрыша штрафного Альфа Рамсея головой пробил Джимми Маллен, и казалось, что англичане уйдут от поражения, однако в последний момент буквально с линии ворот мяч вынес вратарь Франк Борги. Англичане снова стали кричать на судью, но тот был неумолим: мяч не пересёк линию ворот. За эти споры англичане чуть не поплатились на 85-й минуте, когда Фрэнк Уоллас бил в пустые ворота, обыграв Берта Уильямса. От ещё большего позора англичан спас только Альф Рамсей, вставший на пути мяча. В итоге сборная США удержала победу со счётом 1:0, а после финального свистка понесла на руках Джо Гэтьенса, автора победного гола. Харри Кио прокричал в восторге «Мы победили этих ублюдков!», напомнив игрокам о том, что в предыдущей встрече англичане насмехались над американцами.

## После игры

### Оставшиеся матчи в группе
Поражение стало ударом для сборной Англии, и в последнем матче группового этапа она проиграла сборной Испании 1:0, несмотря на свои старания, и в итоге не попала в финальный раунд. Сборная США также не вышла из группы, уступив команде Чили со счётом 5:2, однако «звёздно-полосатые» уезжали домой в радостном расположении духа, поскольку победа над Англией стала с моральной точки зрения куда важнее, чем выход из группы. Однако в следующий раз сборная США попала на чемпионат мира только в 1990 году. Выигравшая группу Испания вышла в финальный групповой раунд, но заняла последнее место (чемпионом стала команда Уругвая, выигравшая в решающем матче третьего тура у Бразилии). По итогам турнира в символическую сборную попал Джон Соуза: в команду его включила газета Mundo Esportivo (в следующий раз подобной чести удостоился лишь Клаудио Рейна в 2002 году).

### После матча
Ни в США, ни в Англии полностью узнать подробности встречи сразу не удалось: в США расценили счёт 1:0 как опечатку телетайпа, и только в агентстве Reuters поняли, что американцы действительно одержали победу. Дент Макскимминг, репортёр газеты «Сент-Луис Пост-Диспэптч», был единственным американским журналистом, пребывавшим в Бразилии, однако он вынужден был отпроситься добровольно с работы и лететь в Бразилию за свой счёт. Свой отчёт Макскимминг отправил всё-таки в газету, и этот отчёт стал единственным, опубликованным в США касаемо встречи. В международном агентстве сообщений Associated Press кратко сообщили, что гол забил Эд Соуза (не Джо Гатьенс) и что поражение сильно шокировало англичан.
В тот же день на турнире по крикету сборная Англии неожиданно проиграла сборной Вест-Индии, и именно это поражение (а не поражение в футбольном матче против США) стало главной новостью британских СМИ 29 июня 1950 года. Ходили слухи, что номера английских газет выходили в траурной рамке, однако это был очередной миф: в те времена газеты были куда меньше по размеру, и спортивная колонка была только на последних страницах. Поскольку новость о поражении крикетной сборной заняла бо́льшую часть газетной полосы, на футбольную заметку внимания не обратил почти никто. Позднее ходили слухи, что англичане исправляли счёт на 10:0 или 10:1, чтобы скрыть факт позорного выступления команды, но в одной из передач телекомпании Би-би-си заявили, что никто не перепечатывал и не исправлял в газетах счёт.
Английские журналисты утверждали, что американцы якобы летели в Бразилию через остров Эллис (англ. through Ellis Island) — под этим выражением подразумевалось, что команду собирали из иммигрантов, поскольку именно к острову Эллис ранее прибывали суда с мигрантами. В действительности из 11 игроков стартового состава 8 человек были гражданами США, родившимися на территории США (из них пять уроженцев города Сент-Луис), и только Джо Мака, Эд Макилвенни и Джо Гатьенс не имели гражданства США на момент матча, лишь подав прошение о предоставлении гражданства. Англичане, пользуясь этим, требовали опротестовать результаты матча, ссылаясь на то, что у Мака, Гатьенса и Макилвенни не было гражданства США, но 2 декабря 1950 года ФИФА отклонила требования англичан и признала результат матча окончательным. Ещё чаще журналисты утверждали, что команду собирали «с миру по нитке» из разных команд и что все они работали посудомойщиками (в действительности посудомойщиком был только Джо Гатьенс). На самом деле сборная США комплектовалась из игроков клубов «Филадельфия Нэшнлс» и «Сент-Луис Симпкинс-Форд», а связки из этих игроков, несмотря на их статус любителей, были вполне сыгранными.

## Память об игре в последующие годы
Английская сборная играла в том матче в синих футболках, и в итоге в Англии решили сначала отказаться от синей формы как «неудачной». Уолтер Бар утверждал, что англичане больше никогда не осмелятся надеть синие футболки, но англичане спустя девять лет всё-таки вышли играть в синей форме и опять проиграли: на этот раз они потерпели поражение от сборной Перу со счётом 1:4. В 1953 и 1954 годах англичане потерпели два поражения от венгров со счётом 6:3 и 7:1, и в итоге британцам пришлось заняться реорганизацией всей футбольной системы у себя на родине.
О матче сборных Англии и США пресса не вспоминала вплоть до 1994 года — в тот год в США состоялся чемпионат мира. За это время из участников матча только Джино Париани дал интервью итальянским журналистам во время матча за третье место на чемпионате мира 1990 года. В 1994 году в преддверии турнира газеты наконец-то вспомнили о матче 1950 года, а через два года преподаватель английского языка в Университете Массачусетса Джеффри Дуглас написал книгу под названием «Игра их жизней» (англ. The Game of Their Lives), которая была экранизирована в 2005 году.
В американской культуре футбольный матч против Англии 1950 года получил название «Чудо на газоне» (англ. Miracle on Grass) по аналогии с «Чудом на льду». В следующий раз на чемпионате мира США и Англия встретились уже в 2010 году, и та встреча завершилась ничьей 1:1.